# Тодор Кантарджієв
Тодор Кантарджієв (болг. Тодор Димитров Кантарджиев); нар. 10 лютого 1861, Самоков, Османська імперія — пом. 25 грудня 1945, Софія — болгарський військовий діяч, генерал-лейтенант.

## Біографія
Народився 10 лютого 1861 в Самокові, в 1884 отримав військову освіту, брав участь у Сербсько-болгарській війні (1885), під час Першої Балканської війни командував піхотною бригадою, відзначився в битві при Чаталджі. Під час Другої Балканської війни брав участь в боях в районі Струмиці. У 1914 отримав звання генерал-майора.
З вступом Болгарії в Першу світову війну Кантарджієв призначений начальником тилової служби 3-ї армії. У серпні 1916 призначений командувачем дивізією на румунському фронті. Особливо відзначився в битві при Добричі та при форсуванні Дунаю.
Син генерала Кантарджієва — професор Асен Кантарджієв — засновник і лідер ультранаціоналістичної організації Союз ратників за прогрес Болгарії.

## Нагороди
- Орден «За хоробрість» III і IV ступеня
- Орден «Святий Олександр» III і IV ступеня
- Орден «За військові заслуги»
- Орден «За Військові Заслуги» (Османська імперія)